# Jacob ben Nissim
Jacob ben Nissim ibn Shahin fue un filósofo y matemático judío que vivió en la ciudad de Cairuán, en Túnez, durante el siglo X, vivió en el mismo siglo que el rabino Saadia Gaon. A petición de Jacob, el rabino Sherira Gaon escribió un comentario de la Mishná. Jacob es el autor de un comentario de la obra cabalística Séfer Ietzirá. Jacob ben Nissim afirma en la introducción del comentario, que Saadia, mientras residía en Egipto, solía responder a las preguntas de Isaac ben Salomón de Cairuán, y que este, al leer los textos de Saadia, no podía comprender las respuestas. Jacob por tanto decidió escribir otro comentario. En la introducción de dicho comentario, Jacob escribió que el cirujano Galeno era un judío llamado Gamaliel. La traducción hebrea del comentario de Jacob aún existe en un manuscrito. Jacob escribió una obra sobre matemáticas indias. El rabino se convirtió más tarde en el director de la yeshivá (rosh yeshivá) de Cairuán.

## Familia
El rabino Nissim ben Jacob fue su hijo y su estudiante, (en la literatura rabínica posterior se refieren a él como Rabeinu Nissim (nuestro rabino Nissim) (en hebreo: רבנו ניסים).